# اولین تلگراف بین‌قاره‌ای

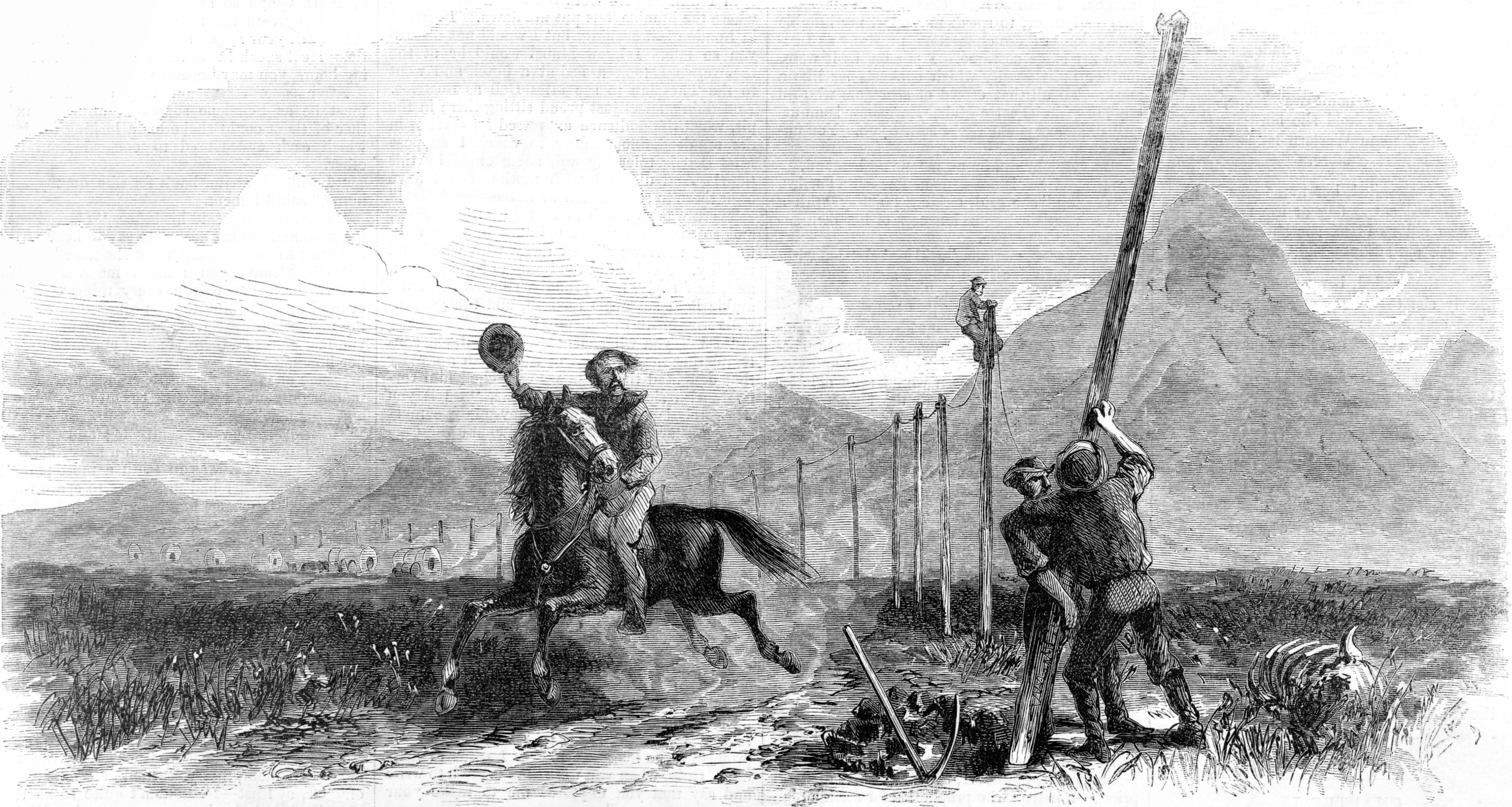
تصویربرداری از قراردادن تیر چوبی در مراحل تکمیل ساخت اولین تلگراف بین قاره‌ای، کارمند اداره پست پونی اکسپرس سوار بر اسب نیز در تصویر دیده می‌شود (پونی اکسپرس پس از احداث این خط تعطیل شد).

اولین تلگراف بین قاره‌ای (تکمیل شده در ۲۴ اکتبر ۱۸۶۱) خطی بود که شبکه موجود در شرق ایالات متحده را به یک شبکه کوچک در کالیفرنیا، با پیوند خط بین اوماها، نبراسکا و کارسون‌سیتی، نوادا از طریق سالت‌لیک‌سیتی متصل می‌کرد. این پرژه نقطه عطفی در مهندسی برق و در شکل‌گیری ایالات متحده آمریکا بود. در طول دهه ۱۸۶۰ این خط تنها روش ارتباطی سریع بین سواحل شرقی و غربی محسوب می‌شود. پبش از ساخت این خط، در سال ۱۸۴۱، خبر مرگ رئیس‌جمهور ویلیام هنری هریسون مدت ۱۱۰ روز به طول انجامید تا به لس آنجلس رسید.